# مورچه‌خوار
مورچه‌خوار جانوری است پستاندار که از بالاراستهٔ شگفت‌بندان (Xenarthra)، از راستهٔ کرک‌دارسانان (Pilosa)، از زیرراسته کرم‌زبانان (Vermilingua). این حیوان در علف‌زارهای باتلاقی، سواحل رودخانه‌ها و جنگل‌های مرطوب آمریکای جنوبی و مرکزی زندگی می‌کند.
نام شگفت‌بندان برای آن‌ها به این علت برای بالاراستهٔ این جانوران برگزیده شده که بندهای مفاصل بدن ایشان با دیگر گروه‌ها تفاوت بسیار دارد.
مورچه‌ها و موریانه‌ها در صورت احساس خطر، تقلا می‌کنند و گاز می‌گیرند، با وجود این آنها آن قدر ریز و کوچک‌اند که پستانداران مورچه‌خواری مانند پانگولین و آرمادیلو ترسی از آنها ندارند. آنها در یک لحظه با زبان دراز و چسبناکشان ده‌ها مورچه یا موریانه را می‌مکند و می‌خورند.